# کبوتر میوه‌خوار سرصورتی
کبوتر میوه‌خوار سرصورتی (نام علمی: Ptilinopus porphyreus) نام یک گونه از سرده کبوتر میوه‌خوار است.

## توضیحات
نر و ماده این کبوتر شبیه هم هستند اما سر و سینه ماده، رنگ صورتی تیره تری دارد و پر های او حاشیه های زیتونی دارد و شکم آن خاکستری است.